# Mosche Botschko

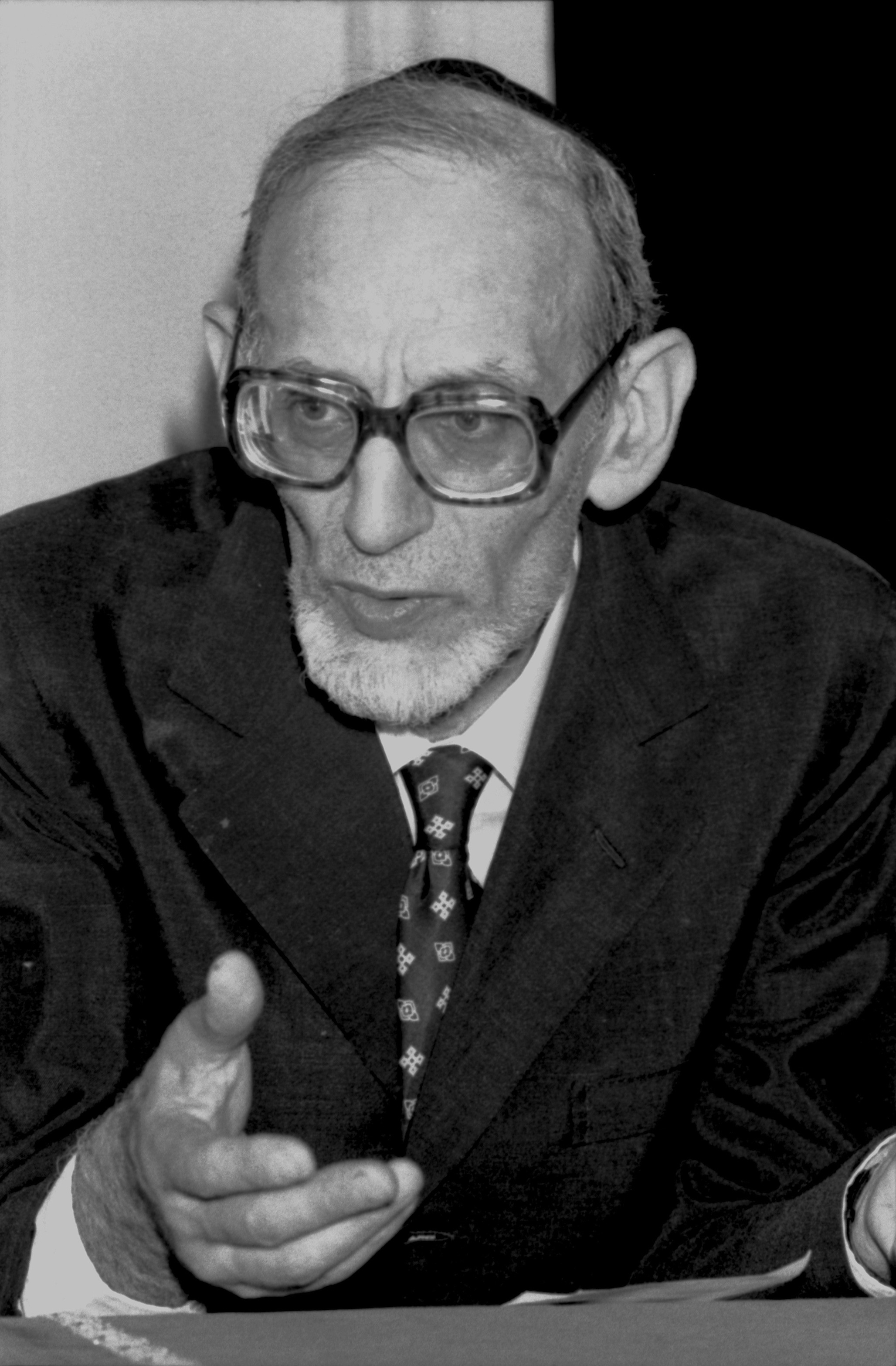
Mosche Botschko, 1979

Mosche Botschko (geboren 1917 in Montreux; gestorben 16. September 2010 in Jerusalem) war ein schweizerisch-israelischer Rabbiner.

## Leben
Sein Vater Jerachmiel Elijahu Botschko (1892?–1956) hatte 1927 die Jeschiwa Etz Chaim in Montreux gegründet, an der Mosche Botschko wie zuvor sein Vater jahrzehntelang neben anderen bedeutenden Lehrern als Tora-Gelehrter unterrichtete, Generationen des frankophonen religiös-zionistischen Judentums prägte und eines der Fundamente für das Tora-Studium in der Schweiz legte.
Nach dem Tod seines Vaters übernahm Mosche Botschko ca. 1956 die Leitung der Jeschiwa und transferierte sie 1985 nach Israel, wo sie seither unter dem Namen „Heichal Elijahu“ (benannt nach seinem Vater) in der Nachbarschaft Jerusalems aktiv ist und über 200 Talmidim Gelegenheit zum Studium gibt.
Botschko lebte und unterrichtete dort bis zu seinem Tod. Nachfolger an der Jeschiwat Heichal Elijahu wurde Mosche Botschkos Sohn Schaul David Botschko.

## Galerie

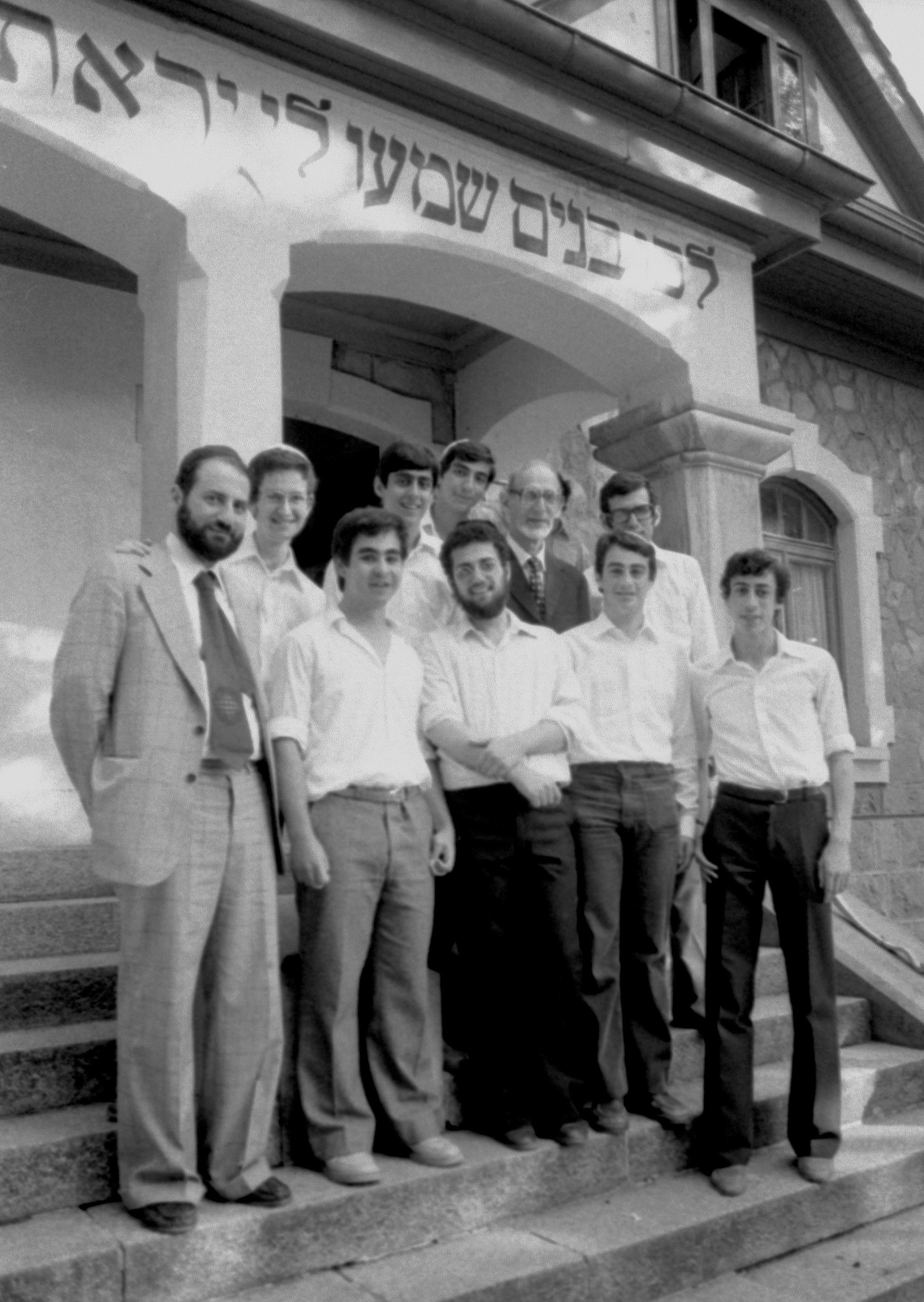
Mit Rav Moshé, 1979.